# Avançament de reacció
L'avançament de reacció, és un terme de la química inicialment inroduït per Théophile de Donder sota el nom de degré d'avancement. Permet caracteritzar l'estat d'avançament d'una reacció química entre el seu estat inicial (abans de la reacció) i el seu estat final (després de la reacció)

## Definició
L'avançament de la reacció s'assenyala amb la lletra grega ξ (ksi) i es defineix per : 
{\displaystyle \xi ={\frac {(n_{i}-n_{i,0})}{\nu _{i}}}}, o
- {\displaystyle n_{i,0}~} és la quantitat inicial de la substància {\displaystyle i~} ;
- {\displaystyle n_{i}~} sent la quantitat dins l'estat d'avançament considerat i
- {\displaystyle \nu _{i}~} el seu nombre estequiomètric amb signe negatiu si el constituent {\displaystyle i~} és un reactiu de partida i positiu si és un producte de la reacció. En l'equació equilibrada, els coeficients estequiomètrics s'escriuen sense signe.

L'avançament de reacció s'expressa en mols. Abans de la reacció, {\displaystyle \xi =0~}.

## Exemples de càlcul
Considerem la reacció: 2 H₂ + O₂ = 2 H₂O amb les següents quantitats inicials: 2 mols de H₂, 1 mol de O₂ i 0 mols de H₂O.
Quan s'hagi consumit 1 mol de H₂ restarà 0,5 mol de O₂ i s'haurà format 1 mol de H₂O
L'avançament de la reacció es pot calcular indiferentment amb relació a qualsevol de les substàncies posades en reacció.
Amb relació a H₂ : {\displaystyle \xi ={\frac {1-2}{-2}}=0,5} mol
Amb relació a O₂ : {\displaystyle \xi ={\frac {0,5-1}{-1}}=0,5} mol
Amb relació a H₂O : {\displaystyle \xi ={\frac {1-0}{2}}=0,5} mol
Per a les mateixes quantitat inicials i transformades, el valor de l'avançament de la reacció depèn de la manera d'escriure la reacció.